# Ariana Greenblatt
Ariana Greenblatt (New York, 2007. augusztus 27. –) amerikai színésznő.
Legismertebb alakítása Daphne Diaz A zűr közepén című sorozatban. A Rossz anyák karácsonya című filmben is szerepelt.

## Élete
2007. augusztus 27-én született New Yorkban. Apja és apai nagyszülei Broadway producerek. Apai ágon zsidó, míg anyja Puerto Ricó-i származású.

## Pályafutása
Első szerepe A zűr közepén című sorozatban volt. 2020-ban a Scooby! című filmben szinkronizált. 2021-ben a Bébi úr: Családi ügy című filmben szinkronizált. 2023-ban a Barbie című filmben szerepelt. 2024-ben a  Légi csibészek című filmben fog feltűnni.

## Filmográfia

### Filmek
| Év   | Magyar cím                        | Eredeti cím                    | Szerep                   | Magyar hang             |
| ---- | --------------------------------- | ------------------------------ | ------------------------ | ----------------------- |
| 2017 | Rossz anyák karácsonya            | A Bad Moms Christmas           | Lori                     | Dolmány-Bogdányi Korina |
| 2018 | Bosszúállók: Végtelen háború      | Avengers: Infinity War         | Gamora gyerekként        | Tóth Mira               |
| 2020 | Scooby!                           | Scoob!                         | Vilma Dinkley gyerekként | Dolmány-Bogdányi Korina |
| 2020 | Ivan, az egyetlen                 | The One and Only Ivan          | Julia                    | Károlyi Lili            |
| 2020 | Szerelem és szörnyek              | Love and Monsters              | Minnow                   |                         |
| 2021 | In the Heights – New York peremén | In the Heights                 | Nina Rosario gyerekként  | Lamboni Anna            |
| 2021 | Ébrenlét                          | Awake                          | Matilda Adams            | Engel-Iván Lili         |
| 2021 | Bébi úr: Családi ügy              | The Boss Baby: Family Business | Tabitha Templeton (hang) | Hegedűs Johanna         |
| 2023 | 65                                | 65                             | Koa                      | Hegedűs Johanna         |
| 2023 | Barbie                            | Barbie                         | Sasha                    | Hegedűs Johanna         |
| 2024 | Borderlands                       | Borderlands                    | Tiny Tina                | Hegedűs Johanna         |
| 2025 | A félelem utcája: A bálkirálynő   | Fear Street: Prom Queen        | Christy Renault          | Hegedűs Johanna         |

### Televíziós szerepek
| Év        | Magyar cím                 | Eredeti cím                     | Szerep                     | Megjegyzések                                                  |
| --------- | -------------------------- | ------------------------------- | -------------------------- | ------------------------------------------------------------- |
| 2015      | Liv és Maddie              | Liv and Maddie                  | Raina                      | 1 epizód                                                      |
| 2016–2018 | A zűr közepén              | Stuck in the Middle'            | Daphne Diaz                | Főszereplő Magyar hangja: Pál Zsófia                          |
| 2018      |                            | Dancing with the Stars: Juniors | Önmaga                     | Versenyző                                                     |
| 2022–2023 | Bébi úr: Vissza a kiságyba | The Boss Baby: Back in the Crib | Tabitha Templeton (hangja) | Mellékszereplő Magyar hangja: Hegedűs Johanna                 |
| 2023      | Ahsoka                     | Ahsoka                          | Ahsoka Tano (fiatalon)     | Epizód: "Ötödik rész: Árnyékharcos" Magyar hangja: Rácz Hajna |